# Adam Wiśniewski
Adam Wiśniewski (Płock, 24 de octubre de 1980) fue un jugador de balonmano polaco que jugó de extremo izquierdo. Desarrolló toda su carrera en el Orlen Wisła Płock.
Fue un componente de la Selección de balonmano de Polonia, con la que ganó la medalla de bronce en el Campeonato Mundial de Balonmano Masculino de 2015.

## Palmarés

### Wisla Plock
- Liga polaca de balonmano (6): 2002, 2004, 2005, 2006, 2008, 2011
- Copa de Polonia de balonmano (4): 2001, 2005, 2007, 2008

## Clubes
- Orlen Wisła Płock (1999-2017)